# Les Centaures (film)
Pour plus de détails, voir Fiche technique et Distribution.
Les Centaures (en russe : Кентавры) est un film dramatique et politique soviéto-colombo-hongro-tchécoslovaque de Vytautas Žalakevičius sorti en 1978. Il s'agit du dernier volet de la trilogie « latino-américaine » (Toute la vérité sur Colomb, Opération liberté). 

## Synopsis
Dans un pays inconnu d'Amérique latine un complot se prépare dans les milieux militaires, alimenté par les services de renseignement étrangers. L’action, baptisée « Centaure », a été conçue à Washington. Le peuple croit au président, mais les conspirateurs menés par le général Pin montent en puissance pour organiser un coup d'État.

## Fiche technique
- Titre : Les Centaures
- Titre original russe : Кентавры
- Réalisation : Vytautas Žalakevičius
- Second réalisation : Sándor Köõ
- Scénario : Vytautas Žalakevičius
- Photographie : Pavel Lebechev
- Montage : Valeria Belova
- Musique : Roland Kazaryan
- Son : Roland Kazaryan, István Sipos
- Costumes : Alina Budnikova
- Décors : Antal Neogrády, Oldrich Okác, Levan Shengeliya
- Société de production : Mosfilm, Studios Barrandov
- Pays de production :  Union soviétique -  Hongrie -  Tchécoslovaquie -  Colombie
- Langue originale : russe
- Format : couleur - mono - 1.37 : 1 - 35 mm
- Genre : drame politique
- Durée : 140 minutes
- Dates de sortie : 
  - Union soviétique : 26 mars 1978

## Distribution
- Donatas Banionis : président (voix : Igor Kvacha)
- Regimantas Adomaitis : Orlando Letelier
- Margit Lukács (en) : femme du président
- Evgueni Lebedev : général Pin
- Juozas Budraitis : Raymond
- Gyula Benkő : général Catalan
- Guennadi Bortnikov (ru) :Anibal
- Valentin Gaft : Andres, conspirateur
- Mihai Volontir : Evaristo
- Kakhi Kavsadze : Ugo, le barman
- Bruno O'Ya : Nilson
- Elena Ivochkina : Anna Maria
- Irén Sütő : mère d'Anna Maria
- Itka Zelenogorskaya : Julie
- Ion Ungureanu : Ministre de Toroa
- Valery Kuzin : général
- Nodar Mgaloblishvili (en) : Miguel